# 阿馬達鎮區 (密歇根州)
阿馬達鎮區（英語：Armada Township）是位於美國密歇根州馬科姆縣的一個行政鎮區。

## 地方資料
阿馬達鎮區的面積為94.70平方千米，當中陸地面積為94.50平方千米，而水域面積為0.20平方千米。根據2020年美國人口普查的數據，當地共有人口5318人，而人口密度為每平方千米56.16人。